# 歐亞銀行
歐亞銀行股份有限公司（羅馬化：Ewrazïyalıq bank Akcïonerlik qoğam）是哈薩克斯坦第九大貸款機構，總部位於阿拉木圖。它成立於1994年，是一家封閉式股份有限公司，並於2003年因股份公司法變更而重新註冊為股份公司。該銀行由歐亞金融公司股份有限公司100% 擁有，該公司由三個平等股東100%擁有：亞歷山大·馬什凱維奇、阿里詹·伊布拉吉莫夫、帕托赫·喬季耶夫。

## 管理
2016年12月5日，帕維爾·洛金諾夫當選為歐亞銀行（哈薩克）的行政總裁。邁克爾·埃格爾頓辭去歐亞銀行（哈薩克）的行政總裁一職。他於2009年底擔任該職位，並與他經驗豐富的管理團隊一起，將該銀行從一家陷入困境的小型銀行轉變為一家擁有領先消費貸款地位的強大中型銀行。在加入歐亞銀行之前，埃格爾頓自歐亞自然資源公司在倫敦證券交易所上市之日起擔任其董事會成員，同時他也是俄羅斯國家銀行信託的行政總裁。在此之前，他曾擔任美林證券和瑞士信貸的董事總經理，與獨聯體、東歐、土耳其和北非的公司合作。他的職業生涯始於註冊會計師，並擁有加利福尼亞州聖地亞哥州立大學的工商管理碩士學位。2013年，他獲得了哈薩坦美國商會頒發的2013年度高管獎。

## 評級
歐亞銀行獲得標準普爾的B+長期交易對手信用評級和正面展望和kzBBB+本地規模評級，自2011年12月上調以來，它一直擁有這些評級。該銀行還獲得穆迪信貸評級的B1長期外幣存款評級，展望為負面，該評級自2003年以來一直處於負面展望，自2009年以來一直處於負面前景。

## 外部連結
- 官方网站
- Kazakhstan Stock Exchange Member page （页面存档备份，存于）
- FNMC - Financial regulator website list of second tier banks （页面存档备份，存于）
- National Bank website Statistics on Financial sector （页面存档备份，存于）